# Acanthocreagris iranica
Acanthocreagris iranica är en spindeldjursart som beskrevs av Beier 1976. Acanthocreagris iranica ingår i släktet Acanthocreagris och familjen helplåtklokrypare. Inga underarter finns listade i Catalogue of Life.